# ليونتين سيوليمانز
ليونتين سيوليمانز (8 يناير 1952 - 28 يوليو 2022)، هي ممثلة ومقدمة هولندية اشتهرت بأنها أول مقدم لنشرة اخبار للشباب «NOS Jeugdjournaal»» على التلفزيون الهولندي.